# Erioptera (Teleneura) melanotaenia
Erioptera (Teleneura) melanotaenia is een tweevleugelige uit de familie steltmuggen (Limoniidae). De soort komt voor in het Oriëntaals gebied.